# クロラール
クロラール (Chloral) は、有機化合物で、有機ハロゲン化物、アルデヒドの一種。IUPAC命名法ではトリクロロエタナール (trichloroethanal) と表される。トリクロロアセトアルデヒドとも呼ばれる。沸点 97.5 ℃ の無色の刺激臭のある油状液体で、水、エタノールに易溶。
電気陰性度の高い塩素原子が 3つ、クロラールのカルボニル基のα位に位置し、カルボニル炭素への求核的付加反応が有利となっている。
クロラールを水に溶解すると速やかに付加反応が起こり、抱水クロラール (CCl3CH(OH)2) に変わる。エタノールに溶解するとヘミアセタールであるトリクロロエチルアルコラートを生じる。そのため、通常、鎖状化合物ではアルデヒドに比べ不利な構造であるアセタールやヘミアセタールがクロラールでは安定に存在する。このような性質を持つためクロラールの単体を得ることは比較的困難である。
アルカリと反応してクロロホルムとギ酸に分解する。また、硫酸を触媒として重合し 3量体の白色固体を生成する。
クロラールには、抱水クロラールと同様に沈静、催眠、抗痙攣作用があるが、その目的で使用されることは無い。服用すると水分、胃酸などにより容易に分解するためである。またクロラール自体の刺激性も強いためである。